# Carlos Anaya
Carlos Anaya (ur. 1777 w San Pedro, zm. 1862 w Montevideo) – urugwajski polityk. Senator od 1832 do 1838 r. Prezydent Urugwaju od 24 października 1834 do 21 marca 1835.